# Saburo Tokura
Saburo Tokura (戸倉 三郎 Tokura Saburo?, nacido el 11 de agosto de 1954) es un jurista japonés que ocupa el cargo de presidente de la Corte Suprema de Japón desde junio de 2022, tras haber sido anteriormente juez asociado de la Corte Suprema de Japón de 2017 a 2022.

## Educación y carrera
Tokura nació el 11 de agosto de 1954 en Japón. Estudió en la Universidad de Hitotsubashi y se licenció en Derecho en 1980. Tokura pasó más de 35 años en tribunales inferiores antes de su nombramiento a la Corte Suprema en 2017.
De 1982 a 1992, Tokura sirvió en los tribunales de distrito de Osaka, Sapporo y Tokio, como parte de los departamentos de Asuntos Civiles y Asuntos Personales.
En 1992, fue nombrado juez del Tribunal del Distrito de Tokio. Mantuvo este cargo hasta 1998, a pesar de ejercer también como profesor desde 1994. En 1998 fue trasladado al Tribunal del Distrito de Hiroshima y fue nombrado presidente del tribunal en 1999.
De 2000 a 2008 se desempeñó como consejero de diversas mesas de la Corte Suprema. En 2008, pasó a ser presidente del Tribunal del Distrito de Tokio. En 2013, fue trasladado al Tribunal Superior de Tokio (un tribunal de apelaciones). Posteriormente asumió la presidencia de este tribunal en 2016. 
El 23 de junio de 2022, Tokura fue atestiguado por el emperador Naruhito y asumió el cargo de vigésimo presidente de la Corte Suprema de Japón.

## Corte Suprema
El 14 de marzo de 2017, Tokura fue nombrado miembro de la Corte Suprema de Japón. El presidente de la Corte Suprema fue nombrado formalmente por el Emperador (en aquel momento, Akihito), pero como el Emperador no puede rechazar al candidato del Gabinete, en la práctica Tokura fue nombrado por el Primer Ministro Shinzo Abe.
Está previsto que el mandato de Tokura finalice el 10 de agosto de 2024 (un día antes de que cumpla 70 años). Esto se debe a que todos los miembros del tribunal tienen una edad de jubilación obligatoria de 70 años.